# Stefan Andegaweński
Stefan Andegaweński (ur. 26 grudnia (lub 20 sierpnia) 1332, zm. 9 sierpnia 1354) – zarządca (książę) Siedmiogrodu, a później Chorwacji, Dalmacji i Slawonii, jako książę. Piąty i ostatni syn Karola Roberta, króla Węgier i Elżbiety Łokietkówny.
Stefan założył w 1349 roku własny dwór, jako władca Szepes i Sáros. Został następnie mianowany na zarządcę Slawonii, w 1351 otrzymał w zarząd Chorwację i Dalmację. Natomiast od 1353, już z tytułem książęcym, zarządzał Slawonią.
Stefan zmarł w roku 1354 w wyniku nieszczęśliwego upadku z konia. Śmierć Stefana próbuje się wiązać z innymi śmiertelnymi wypadkami, dotykającymi Andegawenów, często w młodym wieku, doszukując się jakiejś choroby genetycznej.

## Rodzina
W 1350 roku pojął za żonę Małgorzatę Bawarską, córkę Ludwika IV Wittelsbacha, cesarza rzymskiego. Z tego związku narodziło się dwoje dzieci:
- Elżbieta (1353[2] - przed 6 kwietnia 1380[4]), która przez dłuższy czas, aż do narodzin córki Ludwika Wielkiego Katarzyny była jedyną spadkobierczynią Andegawenów węgierskich. Poślubiła księcia Tarentu i tytularnego cesarza Konstantynopola Filipa II Andegaweńskiego, jednak jedyne dziecko z tego małżeństwa nie przeżyło nawet roku[4].
- Jan (1354–1360[2]), który był następcą swego stryja Ludwika Wielkiego[2].